# Paco Godia
Francisco Godia-Sales, även kallad Chico Godia eller Paco Godia, född 21 mars 1921 i Barcelona, död 28 november 1990 i Barcelona, var en spansk racerförare.

## Racingkarriär
Godia-Sales var en välbärgad man som tävlade i formel 1, huvudsakligen på egen bekostnad. Han blev som bäst fyra i två lopp, Tysklands Grand Prix 1956 och Italiens Grand Prix 1956.

## F1-karriär
| Säsong | Stall/Tillverkare                | Poäng | Placering |
| ------ | -------------------------------- | ----- | --------- |
| 1951   | Milano (Maserati)                | 0     | –         |
| 1954   | Maserati                         | 0     | –         |
| 1956   | Maserati                         | 6     | 9         |
| 1957   | Francisco Godia-Sales (Maserati) | 0     | –         |
| 1958   | Francisco Godia-Sales (Maserati) | 0     | –         |